# Prinses Máximaplein
Het Prinses Máximaplein is een verkeersplein in de Zuid-Hollandse plaats en gemeente Zoetermeer. 
Het plein bestaat uit een rotonde en daar bovenlangs een viaduct voor de Verlengde Australiëweg (verbinding tussen de N209 en Zoetermeer-Centrum). Onderlangs loopt de Oostweg, de verbindingsweg tussen de wijk Oosterheem en de A12 en N470.
Het SilverDome is gelegen aan het plein. 
Plein en viaduct werden in de periode 2007-2009 gerealiseerd.